# Isocossus
Isocossus  is een geslacht van vlinders uit de familie van de Houtboorders (Cossidae). De wetenschappelijke naam en de beschrijving van dit geslacht zijn voor het eerst gepubliceerd in 1957 door Walter Karl Johann Roepke.
De soorten van dit geslacht komen voor in Zuidoost-Azië.

## Soorten
- Isocossus cruciatus (Holloway, 1986)
- Isocossus retak (Holloway, 1986)
- Isocossus rufipecten (Holloway, 1986)
- Isocossus seria (Holloway, 1986)
- Isocossus stroehli Yakovlev, 2006
- Isocossus telisai (Holloway, 1986)
- Isocossus vandeldeni Roepke, 1957
- Isocossus zolotuhini Yakovlev, 2015